# Carl Valentine
Carl Howard Valentine (né le 4 juillet 1958 à Manchester en Angleterre) est un joueur de soccer international canadien d'origine anglaise, qui évoluait au poste d'attaquant, avant de devenir entraîneur.

## Biographie

### Carrière de joueur

#### Carrière en sélection
Avec l'équipe du Canada, il dispute 31 matchs (pour un but inscrit) entre 1985 et 1993. Il figure notamment dans le groupe des sélectionnés lors de la coupe du monde de 1986. Lors du mondial il dispute trois matchs : contre la France, la Hongrie et enfin l'URSS.
Il participe également à la Gold Cup de 1991 avec la sélection canadienne.